# 闲院宫载仁亲王
闲院宫载仁亲王（1865年11月10日—1945年5月21日）是日本皇族和軍官，閑院宮第六代当主。从1931年至1940年出任日本陸軍参谋总长。日本侵華戰爭重要責任人，在終戰前病逝，未受遠東國際軍事法庭審判。

## 早年
闲院宫载仁亲王于慶應元年（1865年）11月10日出生于京都，他是伏见宫邦家亲王的第十六子。他的父亲是伏见宫第十二代当主，作为日本皇室的宫家之一，明治天皇之父孝明天皇收他作猶子。载仁亲王3岁出家，进真言宗醍醐派总本山三宝院。明治四年（1871年）還俗回归伏见宫。第二年，闲院宫第五代當主爱仁亲王之母鷹司吉子（鷹司政熙三女）過世后，他出继闲院宫家。

## 血緣
- 兄弟：晃親王 - 嘉言親王 - 讓仁親王 - 朝彥親王 - 微妙院 - 貞教親王 - 喜久宮 - 彰仁親王 - 能久親王 - 誠宮 - 愛宮 - 博經親王 - 智成親王 - 貞愛親王 - 清棲家教 - 載仁親王 - 依仁親王（姊妹省略）

## 婚姻与家庭
1891年12月19日，载仁亲王和太政大臣三条实美之女智恵子結婚。婚后生有二男五女。
1. 篤仁王（1894－1894）
2. 恭子女王（1896–1992）
3. 茂子女王（1897–1991）
4. 季子女王（1898–1914）
5. 閑院宮春仁王（1902–1988）
6. 宽子女王（1906–1923）
7. 華子女王（1909–2003）

## 军事生涯

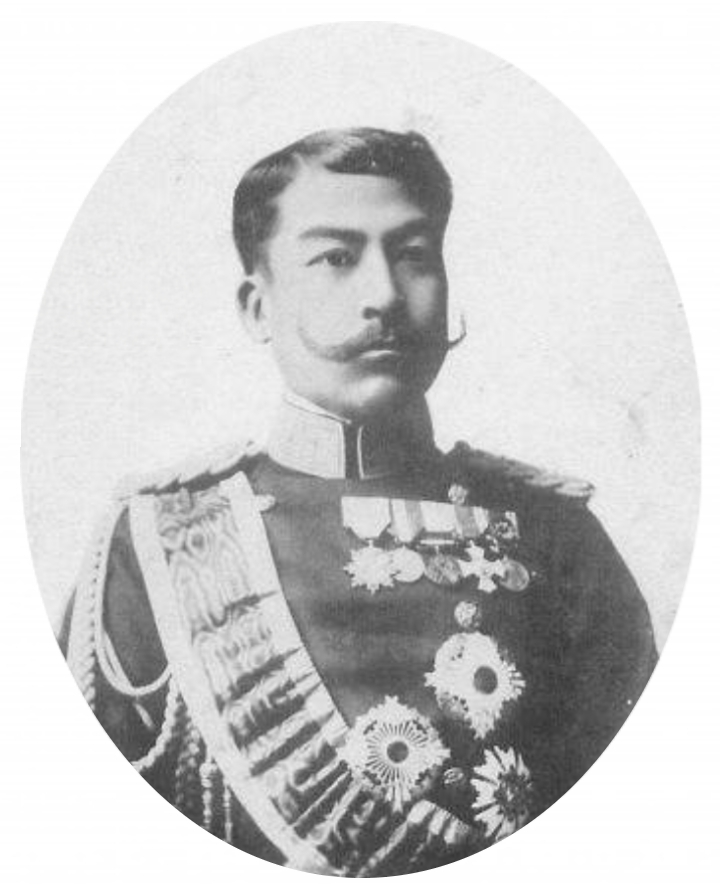
闲院宫载仁亲王

闲院宫载仁亲王于1877年进入日本陆军士官学校，1881年毕业。1882年明治天皇命载仁亲王以武官的身分赴法国学习军事。1894年他从日本陆军大学校毕业，是日本帝國陸軍中的骑兵专家。从1897到1899他任第1骑兵联队指挥官。载仁亲王是甲午战争和日俄战争资深指挥官，1902年任骑兵第2旅团长。在1904年10月12日于日俄战争的本溪湖战役中，载仁亲王率旅突击敌军侧翼，实施奇袭，迫使俄军溃败。据说机枪的巧妙运用，如载仁亲王提出的给机枪装上三脚架行军的主意，对日军的胜利功不可没。之后任满洲军总司令部附属武官，战后晋升为中将。1905年载仁亲王晋升陸軍中将，1906年出任第1师团长。1911年载仁亲王出任近卫师团长，1912年他晋升陆军大将，出任军事参议官。1919年闲院宫载仁亲王晋升日本元帅，是日本帝國陸軍中最年轻的陆军元帅。

## 政治生涯
1921年载仁亲王陪同摄政皇太子昭和天皇游历欧洲。

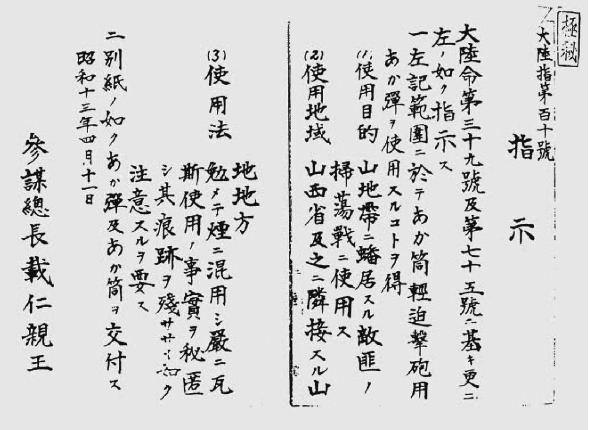
1938年，参谋总长闲院宫载仁亲王下达的可在山西省等地使用化学武器的命令。

1931年12月1日他接替金谷范三大将任参谋总长。闲院宫载仁亲王出任参谋总长期间，日本帝國陸軍犯下了南京大屠杀和使用化学武器等战争暴行。1937年日軍仅小范围的使用毒气，但到了1938年春，日军开始大规模使用催泪弹和“红弹”，“红弹”为包含了砒霜成分的剧毒炸弹；1939年夏，日军在作战中对中國軍隊使用了芥子气。1937年7月28日，载仁亲王传达天皇特别命令，允许对中国人使用化学武器。同年9月11日他传达了第2号特别命令，将731部队和516部队调往上海，投入作战。1938年11月11日，载仁亲王以参谋总长的身份授权华北方面军在内蒙古对国民革命军第七集团军总司令傅作义部使用毒气。实际上其对华使用化学武器的时期要更早，在濑户内海之大久野岛的化学兵器工厂资料馆中就展示了他签署于1938年4月11日的大陆第一百一十号极秘令，下令对山西的抗日游击队进行化学战。

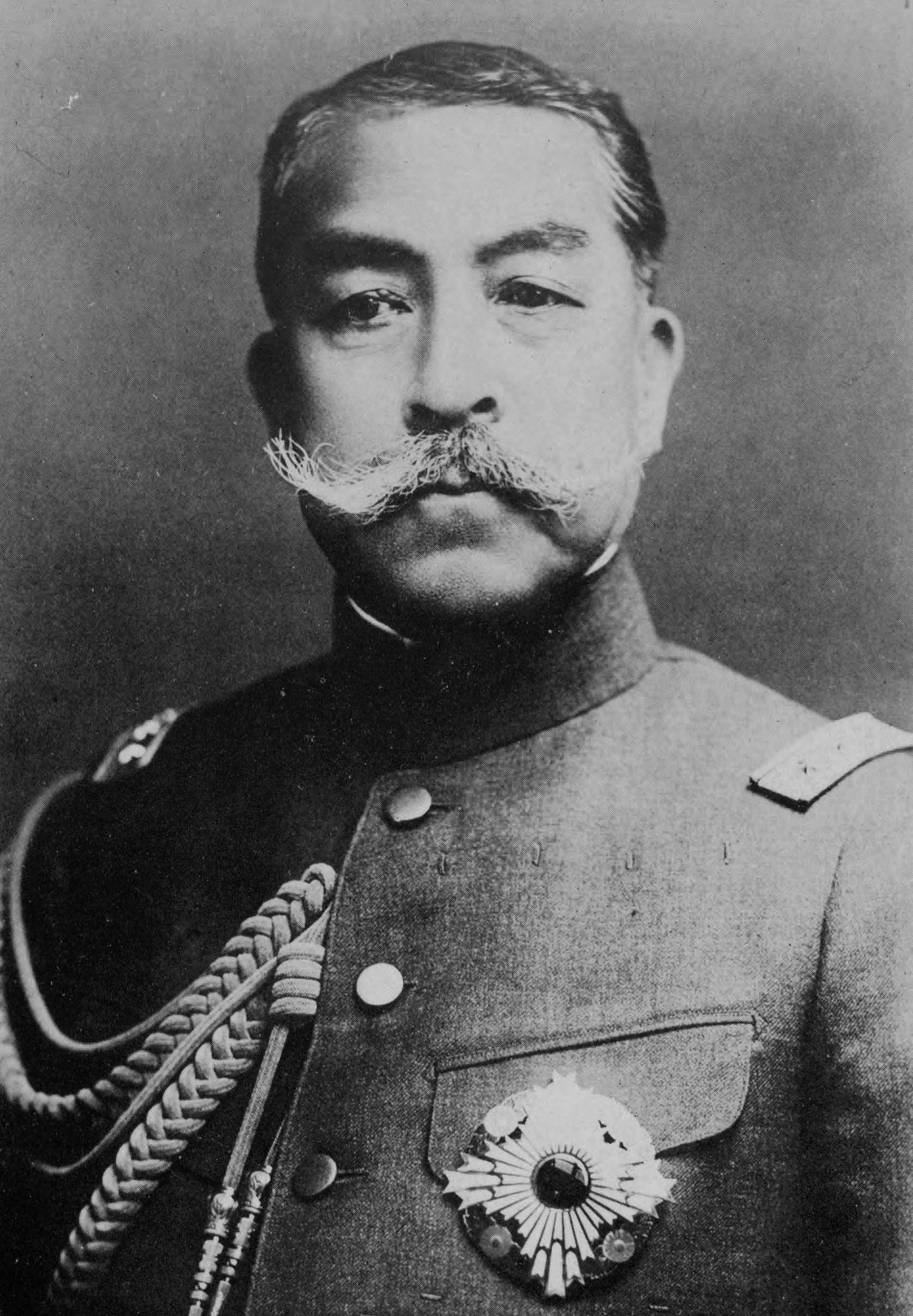
1937年时的载仁亲王

闲院宫载仁亲王和国内的主战派反对米内光政首相于英美修好的主张。载仁亲王叫泽田茂次长拿着他的印章逼陆军大臣畑俊六辞职，在1940年搞垮了不同意三国同盟条约的米内内阁。载仁亲王是近卫文麿公爵第二次内阁和大本营总参谋部会议的主要参与者。在载仁亲王和陆军大臣东条英机大将坚决的支持下，三国盟约于1940年9月27日在纳粹德国首都柏林签订，共同組成轴心国陣營。
1940年10月3日，在日军中服役半个多世纪的闲院宫载仁亲王辞去参谋总长的职务，转任军事参议官和昭和天皇的高级顾问。陆军元帅杉山元接替了他的位子。
闲院宫载仁亲王是国家神道的重要支持者，曾和首相平沼骐一郎男爵建立了国本社，研究神道教古代的仪式。国本社的重要成员包扩陆军大将小矶国昭、第10军司令官柳川平助中将；柳川平助是大政翼赞会的领导人。国本社成员众议院议长藤泽几之铺曾提议法定神道教为日本国教。

## 晚年
1945年5月21日，日本元帅闲院宫载仁亲王于小田原市官邸去世，终年79岁，6月18日日本帝国为他举行了最后一场国葬。

## 书法作品

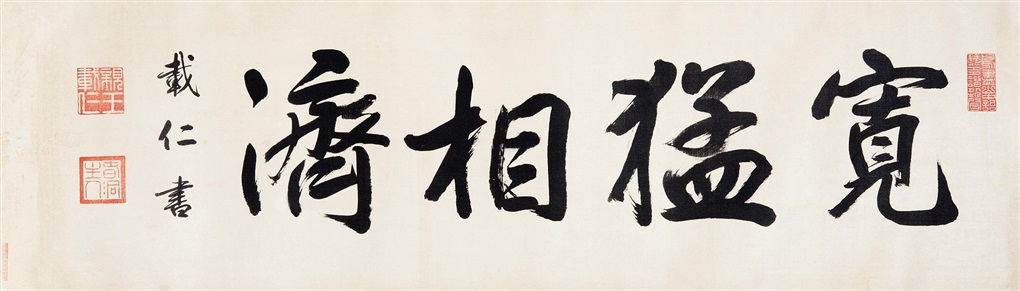
“宽猛相济”，载仁亲王所书。

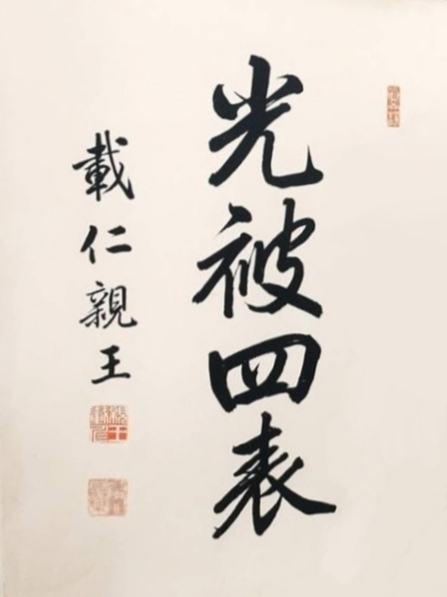
"光被四表"，载仁亲王所书。

## 照片

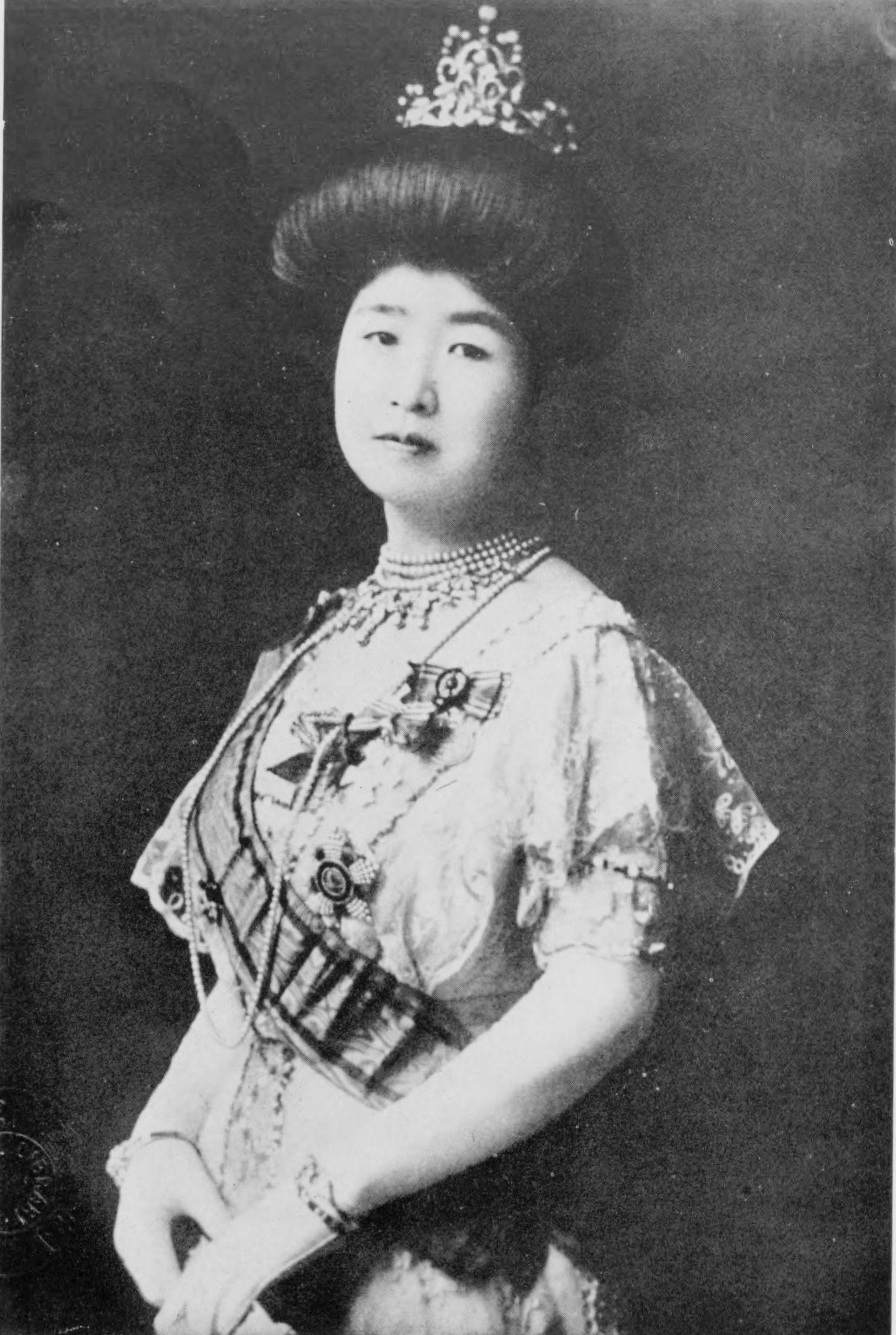
三条智恵子
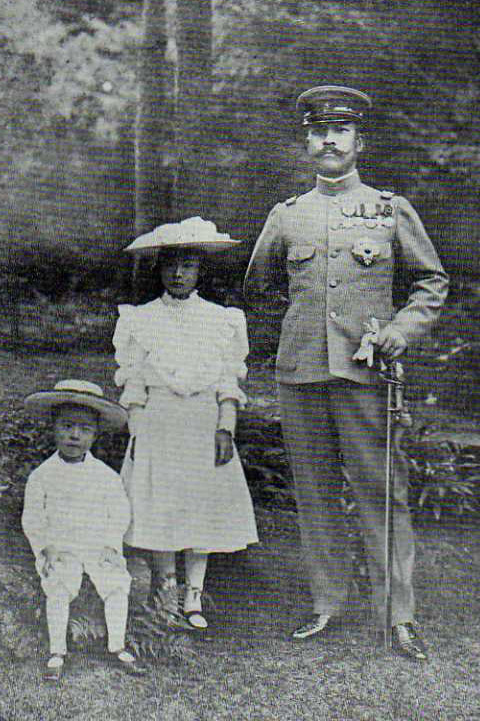
闲院宫载仁亲王和儿女
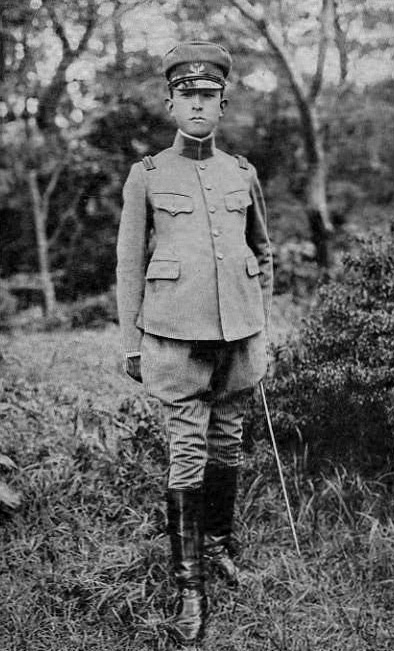
闲院宮春仁王
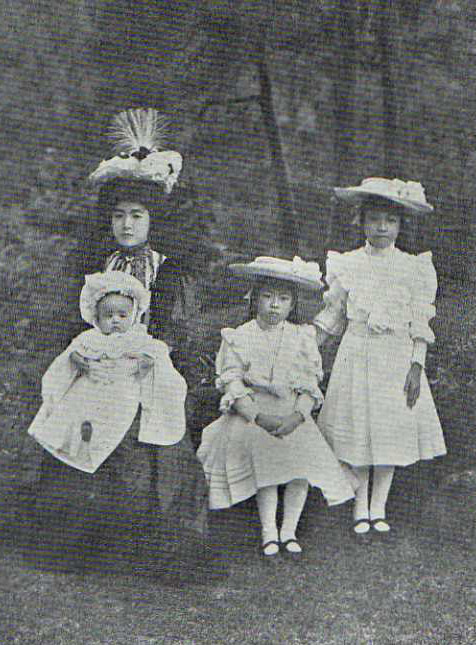
三条智恵子和女儿们
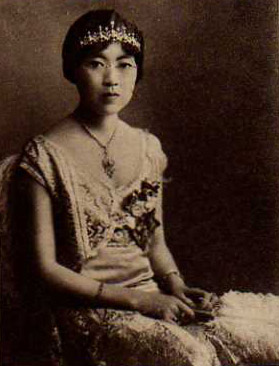
华子女王

### 书籍
- 浅見雅男『皇族と帝国陸海軍』（文藝春秋、2010年）
- 閑院純仁 『私の自叙伝』（人物往来社 1966年）
- 閑院純仁 『日本史上の秘録』（日本民主協会 1967年）
- 鹿島茂編 『宮家の時代』（朝日新聞社 2006年）
- 大久保利謙監修 社団法人霞会館後援 『日本の肖像 第十二巻 旧皇族 閑院家 東久邇家 梨本家』 （毎日新聞社 1991年）
- 『皇族・華族 古写真帖 愛蔵版』（新人物往来社 2003年）
- Dupuy, Trevor N. . New York: HarperCollins Publishers Inc. 1992. ISBN 0-7858-0437-4.
- Fujitani, T; Cox, Alvin D. . University of California Press. 1998. ISBN 0520213718.